# Elif
Elif ist ein türkischer weiblicher Vorname arabischer Herkunft, abgeleitet von Alif (arabisch ا), dem ersten Buchstaben des arabischen Alphabets, und mit der Bedeutung „rank“ oder „schlank“ wie dieser Buchstabe:
| Name | Aussprache                                                    | Final | Medial | Initial | Isoliert |
| ---- | ------------------------------------------------------------- | ----- | ------ | ------- | -------- |
| Alif | langes a oder am Wortanfang Hamzaträger ohne eigenen Lautwert | ـﺎ    | ـﺎ     | آ       | آ        |

## Namensträgerinnen

### Vorname
- Elif Akar (* 1998), deutsche Musikerin
- Elif Aşkın (* 1988), türkische Biathletin
- Elif Batuman (* 1977), US-amerikanische Autorin
- Elif Dağdelen (* 1991), türkische Leichtathletin
- Elif Dalgıç (* 2001), türkische Handballspielerin
- Elif Doğan (* 1994), türkische Schauspielerin
- Elif Güneri (* 1987), türkische Boxerin
- Elif Özmen (* 1974), deutsche Philosophin und Hochschullehrerin
- Elif Polat (* 1999), türkische Leichtathletin
- Elif Şenel (* 1978), deutsche Moderatorin
- Elif Shafak (* 1971), türkische Schriftstellerin
- Elif Sönmez (* 1978), türkische Schauspielerin
- Elif Turan (* 1984), türkische Musikerin und Popsängerin

### Künstlername
- Elif Demirezer (* 1992), deutsch-türkische Popsängerin Elif

## Weiteres
- Elif Verlag, deutscher Independent-Verlag
- Monumentalgräber in Elif, Hisar und Hasanoğlu, römische Monumentalgräber in der türkischen Provinz Gaziantep